# Brug der Keizerlijke Geneugten

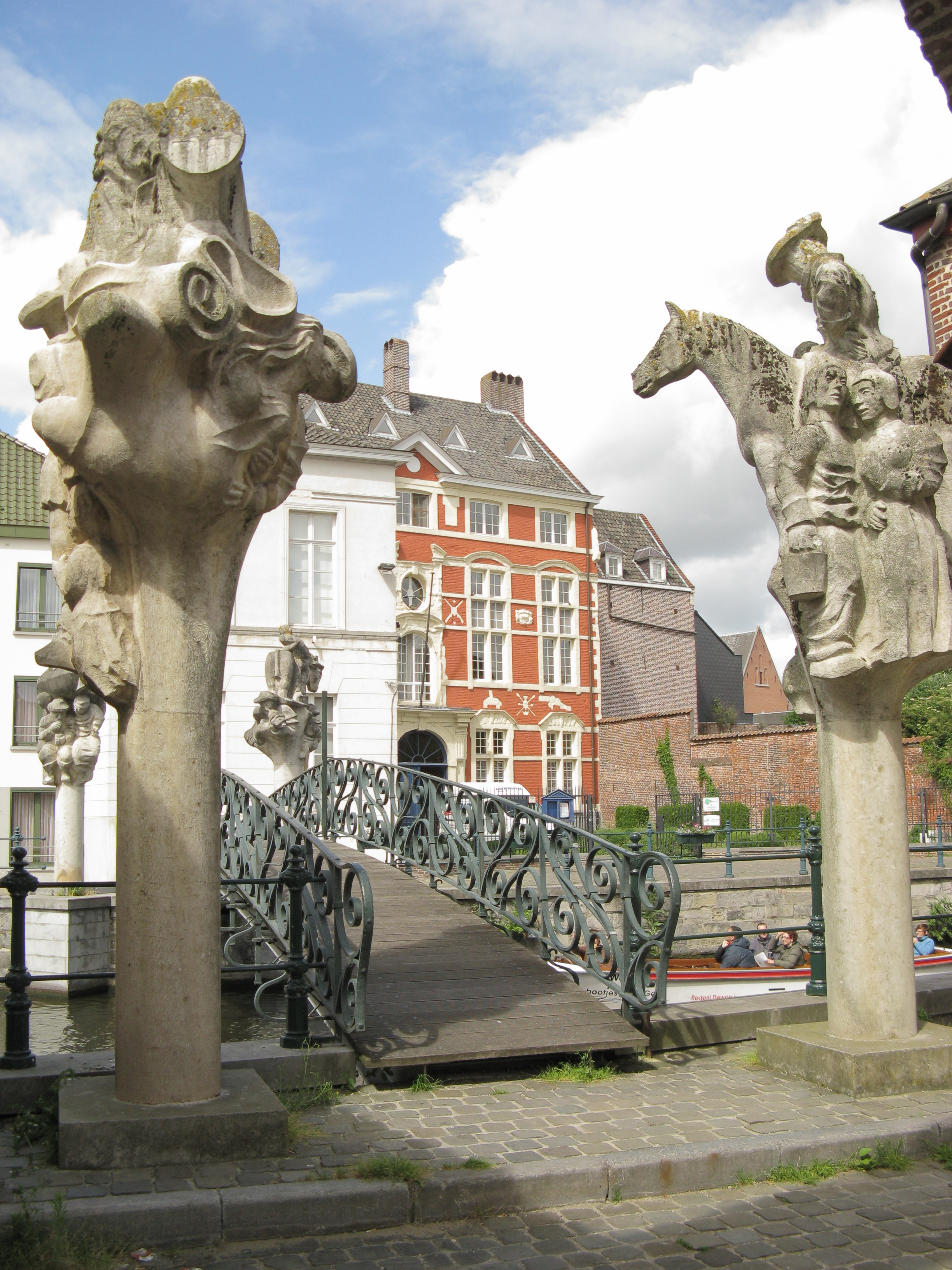

De brug der Keizerlijke Geneugten, ook Keizer Karelbrug, is een voetgangersbrug over de Lieve in Gent. De brug is een initiatief uit 2000 van volkszanger-beeldhouwer Walter De Buck, samen met de stadsbeeldhouwers José Mestdagh, Dirk van Hecke en Walter De Dauw.
In de buurt Prinsenhof verbindt de brug het buurtcentrum in het Zilverhof met de Sint-Antoniuskaai. Van op deze brug over het Lievekanaal heeft men een zicht op het Rabot en op het Augustijnenklooster.
De brug wordt aan elke oever geflankeerd door 2 monumentale beelden met de vorm van boomkruinen, gehouwen uit zeven ton wegende bollen van Franse natuursteen. Op de oever kant Zilverhof gaat het om Janneke en Kwade Berth, aan de Sint-Antoniuskaai Mooie Veerle en Keizer Karel als scheepstrekker. De beelden illustreren vier legendes rond Keizer Karel.
De lokale Gentse naam is de brug met de bloemkolen of de brug met de krimbollen (Gents voor ijsjes op hoorntje).